# Chrysopilus praetiosus
Chrysopilus praetiosus är en tvåvingeart som beskrevs av Friedrich Hermann Loew 1869. Chrysopilus praetiosus ingår i släktet Chrysopilus och familjen snäppflugor. Inga underarter finns listade i Catalogue of Life.